# 青山奈樹
青山奈樹（あおやま なじゅ、8月8日 - ）は、日本のタレント、声優、ラジオパーソナリティ、リポーター、モデル。東京都出身。千葉県在住。血液型はAB型。愛称はなじゅりん。

## 来歴・人物
渋谷教育学園幕張高等学校卒業。女子美術大学卒業。
趣味はドライブ、特技はダンス、アニメイラスト。

## 出演

### テレビ
- リンクアクアラインーつながる海テラスー（2017年）-リポーター

### 声優
- 「ドラゴンエッグ」　疾槍クロノス 役（2021年）
- 「覇道任侠伝」　丹波 旭 役（2021年）
- 「ミリオンモンスター」　浴衣レギンレイヴ 役（2021年）

### ラジオ
- 渋谷クロスFM「青山奈樹のなじゅラジ！-Smile at lunch time-」（2021年〜）
- 渋谷クロスFM「Shibuya-BIZ」（2022年〜）

### その他
- 千葉シティ5BEACH観光PR大使（2017年〜2019年）
- 初音ミク ProjectDIVA「MEGA39's」公式サポーター（2020年）
- みんなアイドルプロジェクトメンバー（2021年〜）